# Jože Bogataj (politik)
Jože Bogataj, slovenski politik, * 16. september 1935, Žiri.

## Življenjepis
Jože Bogataj je politik, ki je bil dejaven predvsem na lokalnem področju. Med letoma 1994 in 2006 je bil tri mandate župan občine Gorenja vas-Poljane. Leta 2006, ko je kandidiral četrtič, ga je premagal Milan Čadež. Za svoje dosežke je bil leta 2007 imenovan za častnega občana občine Gorenja vas-Poljane.